# 주쿤역

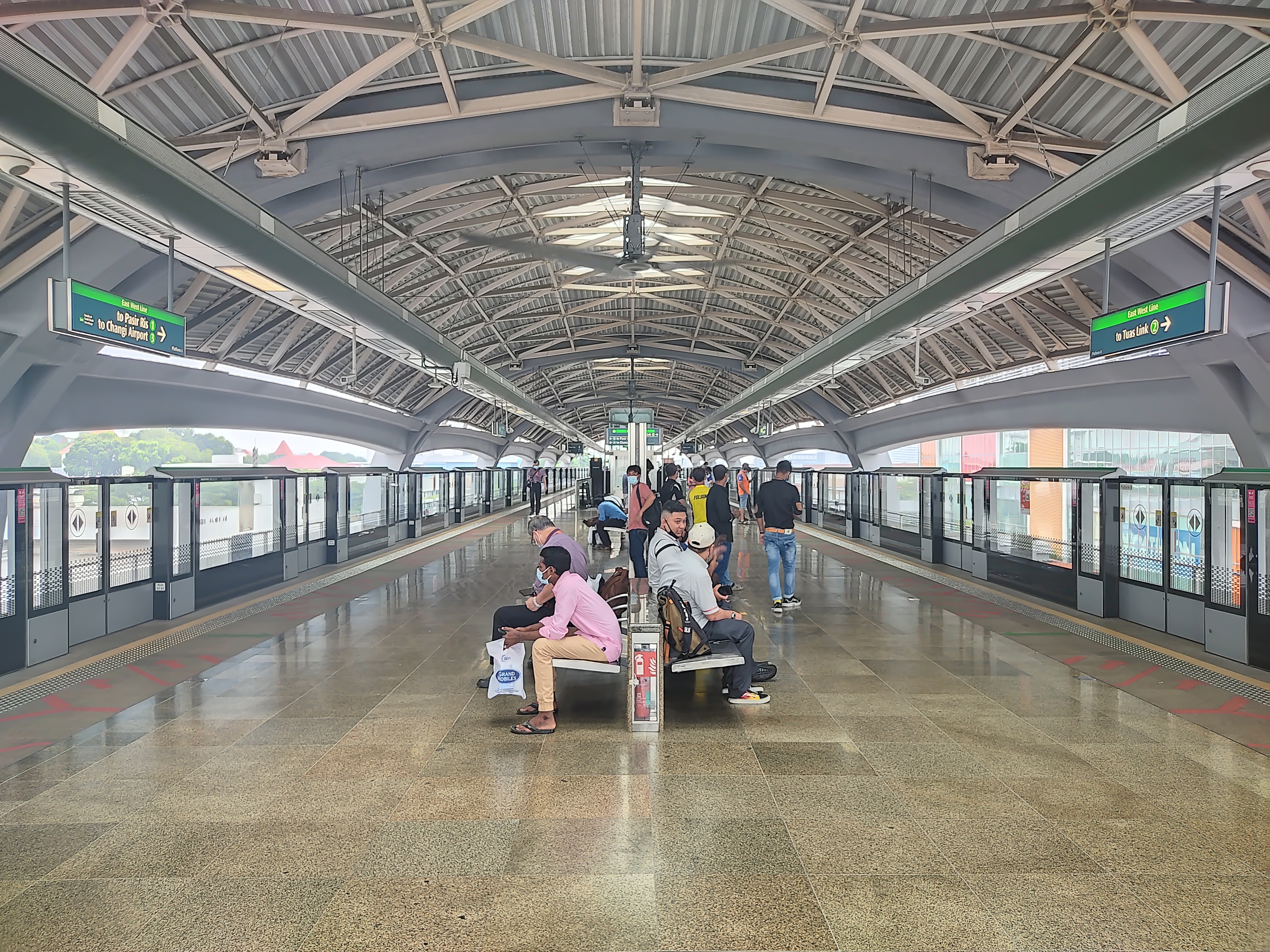

주쿤역(Joo Koon MRT station)은 싱가포르 파이오니어 계획 지역의 이스트 웨스트 라인을 따라 있는 지상 MRT(Mass Rapid Transit) 역이다.
주쿤역의 이름은 1960년대 산업 단지로 변하기 전에 한때 이 지역에 서 있던 시골 중국인 정착촌인 주쿤 마을의 이름을 따서 명명되었다. 2009년 2월 28일부터 2017년 6월 18일까지 투아스링크역(Tuas Link)이 건설될 때까지 이스트웨스트(East West)선의 서쪽 종착역이었다. 피크 시간대에는 대체 열차가 이 역에서 종착한다.